# Telodorcus egregius
Telodorcus egregius là một loài bọ cánh cứng trong họ Lucanidae. Loài này được Mollenkamp mô tả khoa học năm 1897.